# Tibor Harangozo
Tibor Harangozo (* 1922; † 1978) war ein jugoslawischer Tischtennisspieler und -trainer.

## Aktiver
Der Abwehrspieler war vor dem Zweiten Weltkrieg zur Teilnahme an den ungarischen Meisterschaften berechtigt. Dabei gewann er 1942 und 1944 jeweils den Titel sowohl im Einzel als auch im Doppel. Mit dem Team Szabadkai Atlétikai és Torna Club wurde er 1942 ungarischer Mannschaftsmeister.
Bei der Weltmeisterschaft 1939 in Kairo holte er mit der jugoslawischen Mannschaft Silber. Nach dem Krieg wurde er noch für die Weltmeisterschaften 1948 und 1949 nominiert.
Harangozo studierte während des Krieges in Budapest Medizin. Nach dem Krieg wurde er an den Mandeln operiert. Diese Operation hatte eine Lähmung seines rechten Armes zur Folge, von der er sich nur sehr langsam erholte. Allerdings war er gezwungen, seine Laufbahn als Leistungssportler zu beenden. Er kehrte nach Jugoslawien zurück um sein Studium abzuschließen. Dort wurden seine Studienjahre in Budapest nicht anerkannt. Da für einen Neuanfang das Geld fehlte, schlug er den Weg eines Tischtennistrainers ein.

## Trainer
Als Trainer arbeitete Harangozo in verschiedenen Ländern. 1951 wurde er vom Österreichischen Tischtennisverband angestellt. Hier bereitete er insbesondere Ermelinde Wertl und Waldemar Fritsch auf die WM 1951 vor. Ende 1952 übernahm er für zwei Jahre die Nationalmannschaft von Chile. Die nächste Station war ab 1954 das Saarland, wo Eva Graf unter seiner Anleitung spürbare Fortschritte machte. Bei der WM 1955 betreute er die saarländischen Aktiven. Danach wirkte er in mehreren südamerikanischen Ländern als Tischtennislehrer.
1958 verpflichtete der Bayerische Tischtennis-Verband Harangozo für 40 Tage als Verbandstrainer, um den Nachwuchs zu fördern. 1966 führte er die Herrenmannschaft des 1. FC Saarbrücken in die Bundesliga. 1969 gründete er in Saarbrücken ein Geschäft für Tischtenniszubehör, das sich nach ihm Tibhar nannte.
Ebenfalls im Jahr 1969 gründete er die Tibhar-Tischtennisschule und gab die Zeitschrift „Tischtennis aktuell“ heraus. Die Zeitschrift erschien zunächst 5 mal pro Jahr und befasste sich vor allem mit Themen des Tischtennis-Trainings, diente aber gleichzeitig der Werbung für die Tischtennis-Schule und für Tischtennis-Produkte, die darin oft auch ausführlich besprochen wurden. Die Zeitschrift erschien später nur noch unregelmäßig und wurde dann Ende der 1970er-Jahre eingestellt. Zu diesem Zeitpunkt gab es weder in der Fachzeitschrift „Deutscher Tischtennis Sport“ noch in anderer Fachliteratur vergleichbar gute und umfassende Informationen zum Thema Trainingslehre des Tischtennis. Als Autoren der Zeitschrift und als Trainer für die Tischtennisschule gewann er Trainer von Format, so z. B. Radivoj Hudetz, der im damaligen Jugoslawien eine Hochschulprofessur für Tischtennis innehatte, Charles Roesch – den späteren DTTB-Bundestrainer, den saarländischen Trainer Karl-Heinz Schreiner oder Tomi Terecik und auch Spieler, wie z. B. Dragutin Šurbek, Istvan Korpa, Zlatko Čordaš oder den französischen Nationalspieler Jean Paul Weber, der bei der WM 1971 in Nagoya mit seinem Anti-Topspin-Belag als „Chinesenschreck“ agierte.
Als Trainer war er seiner Zeit immer voraus, suchte neue Wege und schrieb ein Tischtennis Buch – „Stolni tenis“ (Belgrad, 1955) – das allerdings nie in andere Sprachen übersetzt wurde. Auch ein kleines von ihm in deutscher Sprache verfasstes Buch „Tischtennis modern gespielt“ schilderte viele neue Aspekte des Trainings im Tischtennis und gab – mit instruktiven Zeichnungen versehen – auch gute Beschreibungen der Tischtennis-Technik. Überraschenderweise lehrte der „gelernte“ Abwehrspieler vor allen Dingen kompromissloses Offensiv-Tischtennis.

## Privat
Tibor Harangozos jüngerer Bruder Vilim war ebenfalls ein bekannter Spieler, der als erster Bundestrainer beim Deutschen Tischtennis-Bund DTTB arbeitete.

## Turnierergebnisse
Daten aus der ITTF-Ergebnistabelle.
| Verband | Veranstaltung     | Jahr | Ort       | Land | Einzel        | Doppel        | Mixed         | Team |
| ------- | ----------------- | ---- | --------- | ---- | ------------- | ------------- | ------------- | ---- |
| YUG     | Weltmeisterschaft | 1949 | Stockholm | SWE  | Viertelfinale | Viertelfinale | Viertelfinale | 7    |
| YUG     | Weltmeisterschaft | 1948 | Wembley   | ENG  | letzte 128    | letzte 32     | keine Teiln.  | 5    |
| YUG     | Weltmeisterschaft | 1939 | Kairo     | EGY  | letzte 64     | Scratched     | keine Teiln.  | 2    |